# Persecuta (álbum)
Persecuta es un álbum de estudio por el bandoneonista de tango argentino Astor Piazzolla junto a su Conjunto Electrónico, grabado y editado en Italia durante 1977, fue lanzado por el sello Carosello.

## Antecedentes
Tras un acuerdo con el productor Alan Pagani, Astor Piazzolla selló una serie de contratos discográficos en Europa, dando inicio a lo que algunos biógrafos de Piazzolla llaman como el «periodo italiano». En el país peninsular escribió y grabó varios álbumes, incluyendo varias bandas sonoras como Lumière en 1976, Quand la ville s'éveille en 1975, Il pleut sur Santiago en 1975, Cadavres exquis en 1975 y Armaguedon de 1977. Se destacan además, Libertango, un álbum que tenía un marcado enfoque rockero que el Octeto Electrónico de 1976-1977 buscaría explotar aun más.

## Grabación
Persecuta se grabó en febrero de 1977, en los Estudios Mondial Sound, en Milán, Italia, al igual que Armaguedon, y contó con los mismos sesionistas, a excepción de la cantante Pauline Meyer y un saxofonista no acreditado en Armaguedon, que no fueron citados para la grabación de este álbum.

## Lanzamiento y reediciones
Persecuta se editó originalmente en 1977 en Italia por el sello Carosello, y en las siguientes ediciones se lanzó con seis portadas diferentes: en 1977 también se editó en Alemania por Metronome, en Francia por Barclay, en Argentina por Trova y en Brasil por Pick (una edición en casete apareció por el sello RGE). Al año siguiente se editó también en España. En México se editó en 1984 por Real con una portada similar a la Argentina pero monocromática. En Alemania, Austria y Suiza se reeditó en 1990 con diferente portada, por Tropical Music. Persecutase editó por primera vez en CD en 1997 en Francia, por el sello Kardum, también con diferente portada, y en 1999 en Argentina por Trova.

## Lista de temas
Todas las canciones escritas y compuestas por Astor Piazzolla. 
| Lado A |                   |          |  |
| N.º    | Título            | Duración |  |
| 1.     | «Cite' Tango'»    | 2:40     |  |
| 2.     | «Pia-Sol-La-Sol»  | 4:50     |  |
| 3.     | «Largo Tangabile» | 6:50     |  |

| Lado B |                      |          |  |
| N.º    | Título               | Duración |  |
| 4.     | «Persecuta»          | 2:40     |  |
| 5.     | «Windy»              | 3:33     |  |
| 6.     | «Moderato Tangabile» | 3:27     |  |
| 7.     | «Chant Et Fugue»     | 6:44     |  |

## Créditos
Conjunto Electrónico
- Astor Piazzolla - bandoneón, arreglos y dirección
- Hugo Heredia - flauta
- Mario Macchio - violín
- Renato Riccio - viola
- Ennio Miori - violonchelo
- Sergio Farina - guitarra
- Arnaldo Ciato - fender rhodes y piano
- Santino Palumbo - Órgano Hammond y piano
- Gigi Cappellotto - bajo
- Tullio De Piscopo - batería, percusión y efectos